# Psidium globosum
Psidium globosum là một loài thực vật có hoa trong Họ Đào kim nương. Loài này được Larrañaga miêu tả khoa học đầu tiên năm 1923.